# 生産管理 (法学)
法学において、生産管理（せいさんかんり）とは、労働者が使用者の経営支配を排除し、工場・事業所全体やその生産設備等を接収して経営を行うことを指す。争議行為の一環。

## 概要
昭和の戦後直後には盛んに行われたが、最高裁判所大法廷昭和25年11月15日判決（山田鋼業事件）でその合法性を否定する判決を下した。これは、生産管理に入った労働組合側が使用者所有の鉄板を売却したため、業務上横領の罪に問われたものである。最高裁は「労働者側が企業者側の私有財産の基幹を揺がすような争議手段は許されない」と判示した。
なお現在でも中小企業の倒産の際には生産管理による争議が見られることがある。学説では、その態様如何によっては認められるものもあるとするものが現在でもある。